# Спортно радиоориентиране
Спортното радиоориентиране (радиозасичане, на английски: Amateur Radio Direction Finding, съкратено ARDF) е технически спорт, който обединява умения за радиозасичане – откриване на радиопредаватели, посредством използването на апаратура (радиоприемник) за локализирането им – и умения за боравене с карта и компас и ориентиране.
Това е времево ориентирано състезание, в което състезателите се състезават помежду си, като този който е избрал най-бързият маршрут по който би могъл да намери („събере“) всички предаватели (наричани още „лисици“, от където идва и другото име на спорта „лов на лисици“) печели. Спортът е най-популярен в Европа, Китай, Казахстан, Япония, като в голяма част от тези страни е част от физкултурната програма на образователната система.

## История
Радиоориентирането възниква като спорт в страните от Източна Европа в края на 1950-те. Популярността на спорта расте лавинообразно, като до 1970 г. вече има проведени няколко европейски първенства, а през 1980 г. се провежда първото Световно първенсто в Полша, където участие взимат състезатели от цяла Европа и Азия. През 1990 г. САЩ се присъединяват към голямото семейство на радиоориентирането, а през 2000 г. се състои и първото Световно първенстово проведено извън Европа – в Китай. С всяка година расте броят на състезателите на големите форуми, като на Световното първенсто през 2004 г. в Чехия участие вземат 400 души от 29 страни, а на Световно първенство в България през 2006 г. участие вземат над 500 състезатели от 32 държави на четири континента.

## Описание на правилата
Правилата на спорта са еднакви във всички страни, с малки промени в някои от тях, които са одобрени от работната група на Международния радиолюбителски съюз (International Amateur Radio Union, IARU).
Състезанията по радиоориентиране се провеждат както в пресечен терен, така и в градски паркове включително и населени места (основно с цел популяризиране на спорта). Всеки състезател получава подробна топографска карта на района на състезанието с отбелязани на нея единствено позициите на старта (отбелязан на картата с триъгълни) и финала (отболязан на картата с два концентрични кръга). Местоположението на предавателите („лисиците“) не е отбелязано на картата и не е известно на състезателите. Всеки предавател излъчва сигнал в Морзова азбука, като сигналът на всеки предавател е различен и по този начин състезателите разграничават и разпознават отделните предаватели.
В стандартните правила предавателите са пет на брой (и един финален, намиращ се в началото на финалния коридор) и работят последователно в петминутен цикъл: всеки предавател излъчва 1 минута, след което почива 4 минути преди отново да започне излъчване, като в тази пауза излъчват последователно останалите предаватели. В зависимост от възрастовата група, състезателят трябва да намери 2, 3, 4 или всичките 5 предавателя и след това по възможно най-краткия път да достигне до финалната линия.
Състезанието се провежда на два различни обхвата в различни дни – „два метра“ 144 MHz и „осемдесет метра“ 3,5 MHz, като за различните обхвати се използват различни приемници. Термините „два метра“ и „осемдесет метра“ означават дължината на вълната на съответната честота.

## Възрастови групи
Състезателите се разделят на следните възрастови групи и търсят съответният брой предаватели:
- М19 – мъже на възраст 19 г. и по-млади, 4 предавателя
- М21 – мъже на всяка възраст, 5 предавателя
- М40 – мъже на възраст 40 г. и по-възрастни, 4 предавателя
- М50 – мъже на възраст от 50 г. и по-възрастни, 4 предавателя
- М60 – мъже на възраст 60 г. и по-възрастни, 3 предавателя
- М70 – мъже на възраст 70 г. и по-възрастни, 3 предавателя
- Ж19 – жени на възраст 19 г. и по-млади, 4 предавателя
- Ж21 – жени от всяка възраст, 4 предавателя
- Ж35 – жени на възраст 35 г. години, 4 предавателя
- Ж50 – жени на възраст 50 г. и по-възрастни, 3 предавателя
- Ж60 – жени на възраст 60 г. и по-възрастни, 3 предавателя

Организират се и т.нар. младежки (юношенски) състезания, като условието за участие е състезателите да не са навършили 19 г.

## Оборудване

### Предаватели („лисици“)
Излъчващите устройства (предаватели; „лисици“) имат ниска изходна мощност и могат да излъчват и на двата обхвата 144 MHz и 3.5 MHz. Предавателя се обозначава на Морзова азбука като знаенето ѝ не е задължително. Всеки предавател излъчва уникален идентификационен код, лесен за разпознаване, дори от хора незапознати с телеграфната азбука. Всички предаватели работят на една честота, като продължителността на тяхното излъчване е по 1 минута за всеки, след като всеки е работил по 1 мин. се затваря 1 цикъл след което започва нов такъв (при започване излъчване на предавател номер 1). При откриване на предавателя, в радиус на 1 – 2 метра около него има контролен знак („фенер“), към който е закрепено маркиращо устройство или перфоратор чрез който състезателя удостоверява, че е открил дадения предавател.

### Приемници
Приемника е устройството посредством което състезателя приема сигнала изпратен от предавателите и намира тяхното местоположение чрез пеленговане като движейки антената намира посоката с най-силен сигнал За различните обхвати 144 MHz и 3.5 MHz се използват винаги насочени антени.